# دژان ساویسویچ
دژان ساویسویچ (سیریلیکی:Дејан Савићевић) (زاده ۱۵ سپتامبر ۱۹۶۶ در تیتوگراد)، هافبک سابق یوگسلاو و از ستارگان دهه ۹۰ ستاره سرخ بلگراد و آ.ث. میلان است. او همچنین در فاصله سال‌های ۲۰۰۱ و ۲۰۰۳ سرمربی تیم ملی یوگسلاوی / صربستان و مونته‌نگرو بود.

## توپ طلا
او در سال ۱۹۹۱ در رقابت با ژان پیر پاپن فرانسوی برای تصاحب توپ طلای اروپا ناکام ماند و رتبه دوم را کسب کرد.